# Опсирино
Опсирино или Опсирина (грч. Εθνικό, Етнико) је насеље у Грчкој у општини Лерин, периферија Западна Македонија. Према попису из 2021. било је 49 становника.
Македонски историчар Тодор Симовски, 1998. године наводи да је Опсирино словенско насеље.

## Становништво
| Година       | 1951 | 1961 | 1971 | 1981 | 1991 | 2001 | 2011 |
| ------------ | ---- | ---- | ---- | ---- | ---- | ---- | ---- |
| Становништво | 341  | 197  | 121  | 85   | 95   | 71   | 58   |